# 国鉄タキ10550形貨車
国鉄タキ10550形貨車（こくてつタキ10550がたかしゃ）は、1968年（昭和43年）に製作された、濃硫酸及び発煙硫酸専用の 45 t 積貨車（タンク車）である。
私有貨車として製作され、日本国有鉄道（国鉄）に車籍編入された。

## 概要
タキ10550形は、1968年5月10日に日立製作所にて1両（タキ10550）が製作され、新形式として落成した。この車は試作的意味合いが強く、続く量産車として同年10月14日に、4両（タキ10551 - タキ10554）が同じく日立製作所にて製作された。
専用種別を「濃硫酸及び発煙硫酸専用」とし他形式で同じ専用種別の形式としてタキ5750形、タキ29300形、タキ46000形等22形式が存在したが、その中でも本形式は最大の積載荷重 (45t) を誇るも、軸重は14.85t（（荷重45t+自重14.4t）÷4軸）であったため入線可能な線区が限られてしまった。
記号番号表記は特殊標記符号「コ」（全長 12 m 以下）を前置し「コタキ」と標記した。
専用種別標記は「濃硫酸及び発煙硫酸専用」で、1979年（昭和54年）10月までに、化成品分類番号「侵（禁水）84」（侵食性の物質、水と反応する物質、腐食性物質、禁水指定のもの）が標記された。荷役方式は上入れ、上出し式である。
所有者は生涯変わることなく日本鉱業1社のみであり日立駅を常備駅として運用された。
塗色は、黒であり、全長は12,000mm、全幅は2,500mm、全高は3,597mm、台車中心間距離は7,820mm、実容積は24.1m3､自重は14.4t、換算両数は積車6.0、空車1.4、最高運転速度は75km/h、台車は14t車軸を使用したTR210である。
1983年（昭和58年）5月16日に2両（タキ10550、タキ10552）が、同年6月28日に3両（タキ10551、タキ10553、タキ10554）がそれぞれ廃車になり形式消滅した。